# ブクスヴィレール (バ＝ラン県)
ブクスヴィレール （フランス語:Bouxwiller、ドイツ語:Buchsweiler）は、フランス、グラン・テスト地域圏、バ＝ラン県のコミューン。

## 地理
ストラスブールの北西33マイル北に位置する。サヴェルヌとは12.7km、ブリュマトとは19.5km、アグノーとは22.6km、仏独国境にあるヴィサンブールとは41kmの距離である。
ブクスヴィレールはハーナウ地方の丘陵にまたがる。南にはゾルン川、北にはモデル川が流れるハーナウ地方は、自然区分上の地方下アルザスより広い。この地方は歴史と風格ある地方で、ハーナウ＝リヒテンベルク伯爵家の領地であり、アルザス農村部におけるルーテル教会の牙城である。

## まちの景観

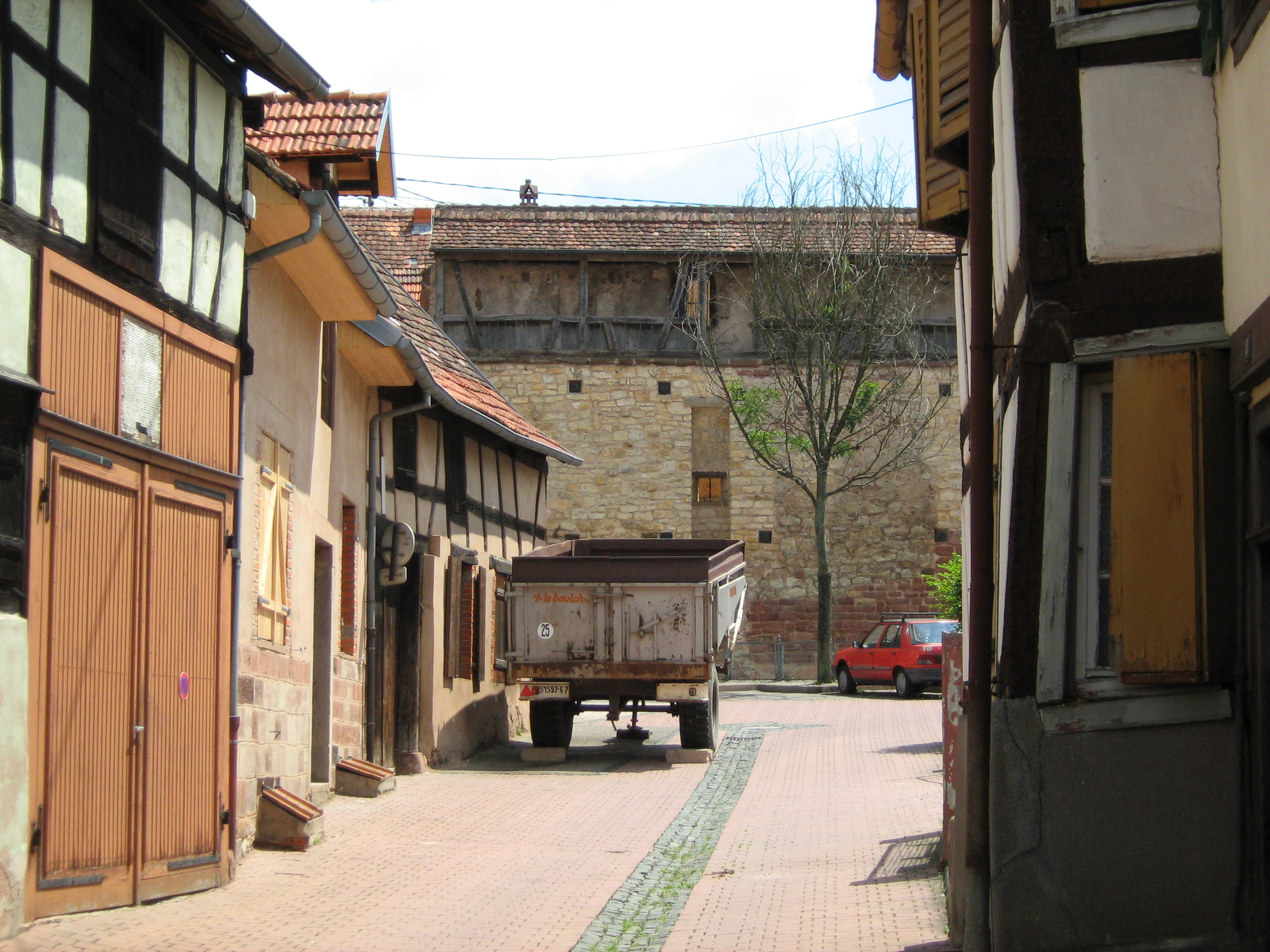
壁

ブクスヴィレールの中心にある歴史地区は、長方形のかたちをした一画で、中世に建設された壁で取り囲まれている。多くの痕跡が残るこのベルト状の壁は、全長1105mあった。この地区の特徴は、特にルーテル教会の教区教会周辺、穀物市場周辺にある、典型的な中世の曲がりくねった狭い通りである。広い一本道のグラン・リュ（La Grand'Rue）は、南から東、北から西の軸に応じて地区全体に伸びる。そして19世紀には2つの門と接続された。1759年の平面図においては、扉の外側にある2つの郊外がグラン・リュの延長線上につくられたことが示されている。まちを取り囲んでいた城壁外の堀は、住宅建設のため19世紀に埋め立てられた。20世紀になって細かく分けられた地域は歴史地区周囲にあるが、北部にもある。
ブクスヴィレールは、古い建物の大規模な住宅市場を持つ。住宅全体のほぼ半数が、1949年以前に建てられたものである。
1980年代以降、まちは多くの事業を完了させた。目標は、ブクスヴィレール住民の生活の質を向上させるためであるが、歴史地区の建物を維持することでもあった。これを行うため、コミューン議会は第一先買権を行使した。当時の不動産事業では、古い建物を危険な状態にさらすことや、作業のコストが個々に重要だった。一方で、歴史地区での駐車場の不足は深刻だった。古い建物はガレージを持っていないことが多いからである。この事実で、見込み客やテナントがしり込みすることになった。役場は駐車場建設のため小さな区画を購入した。歴史地区からの道路は、古いアスファルトから歴青に替えられた。

## 交通
- 道路 - A4が比較的近い。サヴェルヌにあるA4の出口まで15kmの距離である。複数の県道がまちの中心部に通じている。
- 鉄道 - 1878年にフランス国鉄の駅が建てられたが現在は廃止されている。現在の最寄り駅は、ストラスブール-サルグミーヌ-ザールブリュッケン路線が通るオベルモデルン＝ズツェンドルフにある。かつての鉄道線路は、現在は自転車専用道路となっている。

## 由来

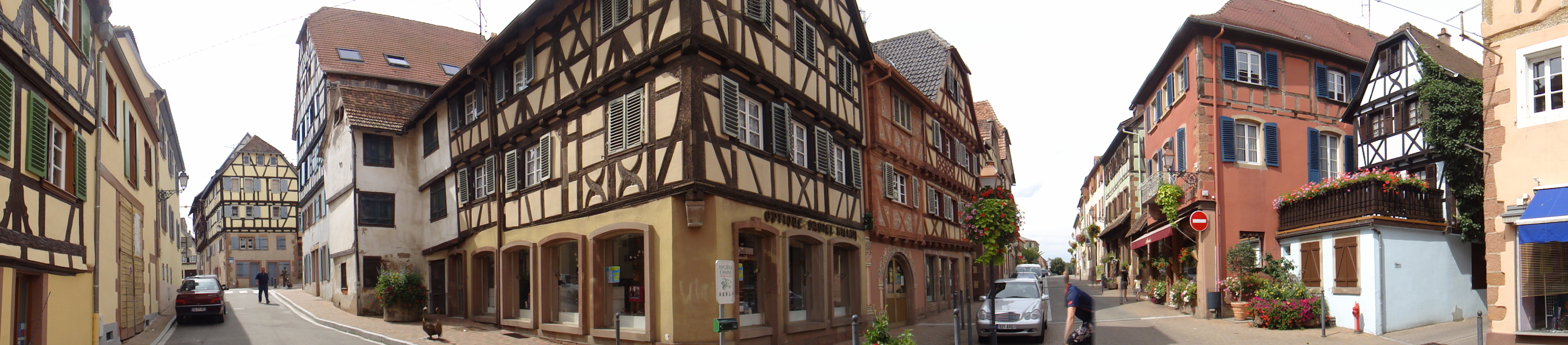
グラン・リュ

ブクスヴィレールのまちの存在は、8世紀のからの公文書で証明されている。最古の名は724年のPuxuvilareにさかのぼる。737年頃にはBuxwilariとBuxovillareであった。フランス革命まで、BuchsweilerとBouxweilerが一般的であった。名前の由来は、ラテン語のdomaine boisé（樹木が茂った土地）である。buxumとはツゲ属を意味する。接尾辞の-willerは農地を表す。アルザス語の名称はブスヴィロール（Busswiller）である。
革命後にコミューンが創設されると、ゲルマン系の名称Buchsweilerは1792年に正式に廃止され、フランス語表記のBouxwillerに改められた。このような状況は、普仏戦争後にアルザス＝ロレーヌがドイツ帝国に併合されるまで続いた。併合後にコミューンはドイツ語の名称を取り戻した。ウンターエルザス（Unterelsass、下アルザス）では一般的な地名が採用されたが正式に変更されることはなかった。オー＝ラン県にある同名のブクスヴィレールと区別するためである。それは1940年から1944年の事実上の併合時代にはうまくいっていた。

## 歴史

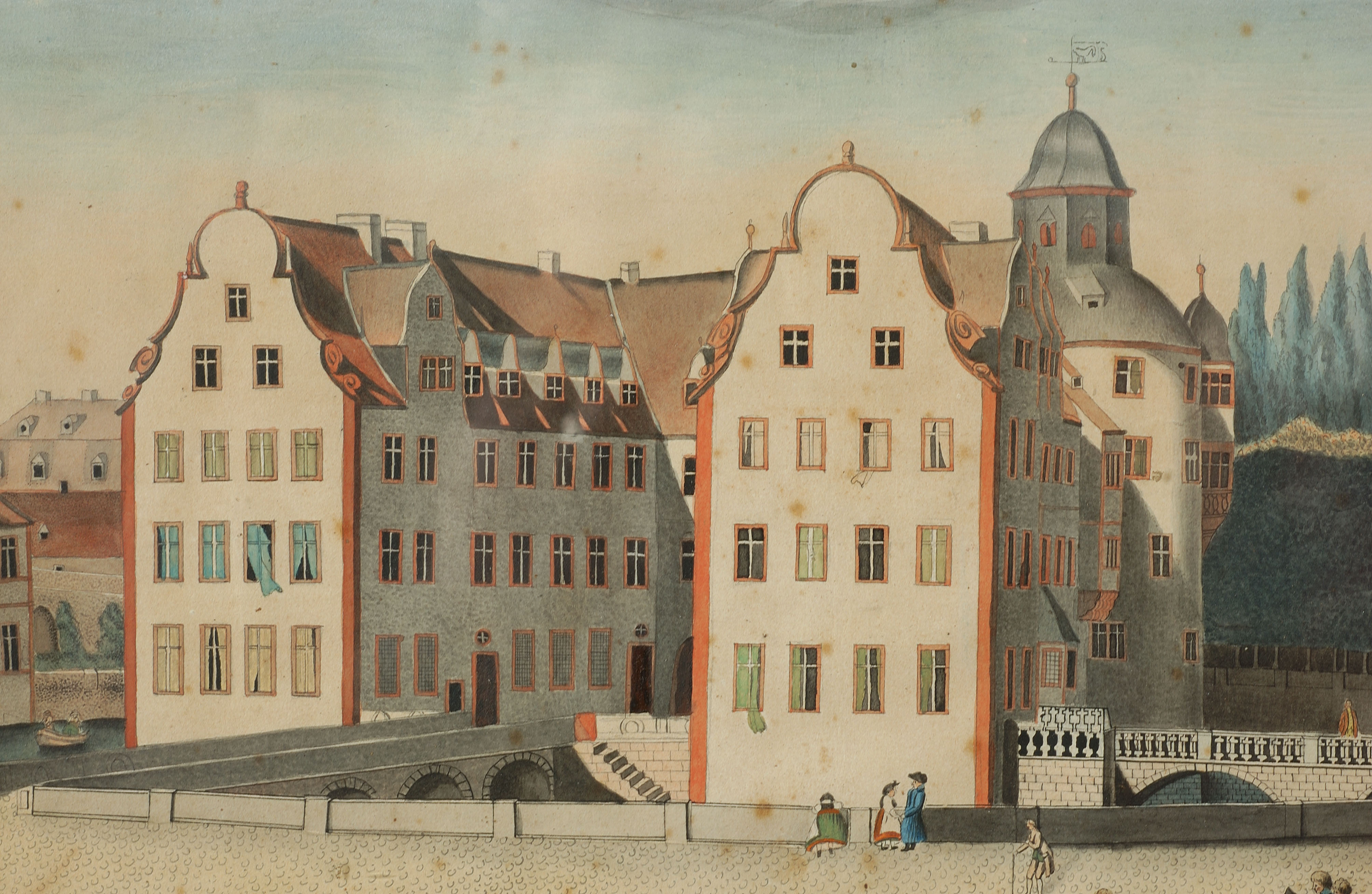
破壊される前のブクスヴィレール城

ブクスヴィレールは、リヒテンベルク領主の支配の中心であるリヒテンベルク城の隣にあった。リヒテンベルク領は100もの村を抱えており、神聖ローマ帝国に従属していた。三十年戦争後の1680年、アルザスのその他の地と同じく、ルイ14世によってフランス王国に併合された。
村は13世紀後半に現れ、村の全体を壁で覆われ、また市を開く特権が与えられていた。この特権は1301年にハプスブルク家の神聖ローマ皇帝アルブレヒト1世によって確認されている。1480年半ばにリヒテンベルク領を継承したハーナウ伯爵家は、本宅をかまえ宮廷を置いた。ハーナウ家は1528年に病院を、1612年にはラテン語学校を創設している。宗教改革時代の1542年、ハーナウ＝リヒテンベルク伯フィリップ4世によって地域にルーテル教会の信仰が導入された。フランス革命時代にリヒテンベルク城は破壊され、ブクスヴィレールは小郡の少数コミューンに追いやられた。地方レベルでの損失の影響は、19世紀の化学工業発展を鍛えることとなった。
20世紀のブクスヴィレールは、長期にわたって人口と経済の衰退を経験した。1970年代半ば以降、コミューンは無気力から抜け出そうとした。1973年、3つの自治体と合併した。コミューンの北部に起きた新規事業は、19世紀以来の産業と置き換えられた。グリーン・ツーリズムが、ヴォージュ・デュ・ノール地域圏自然公園にて奨励されている。

## 信仰

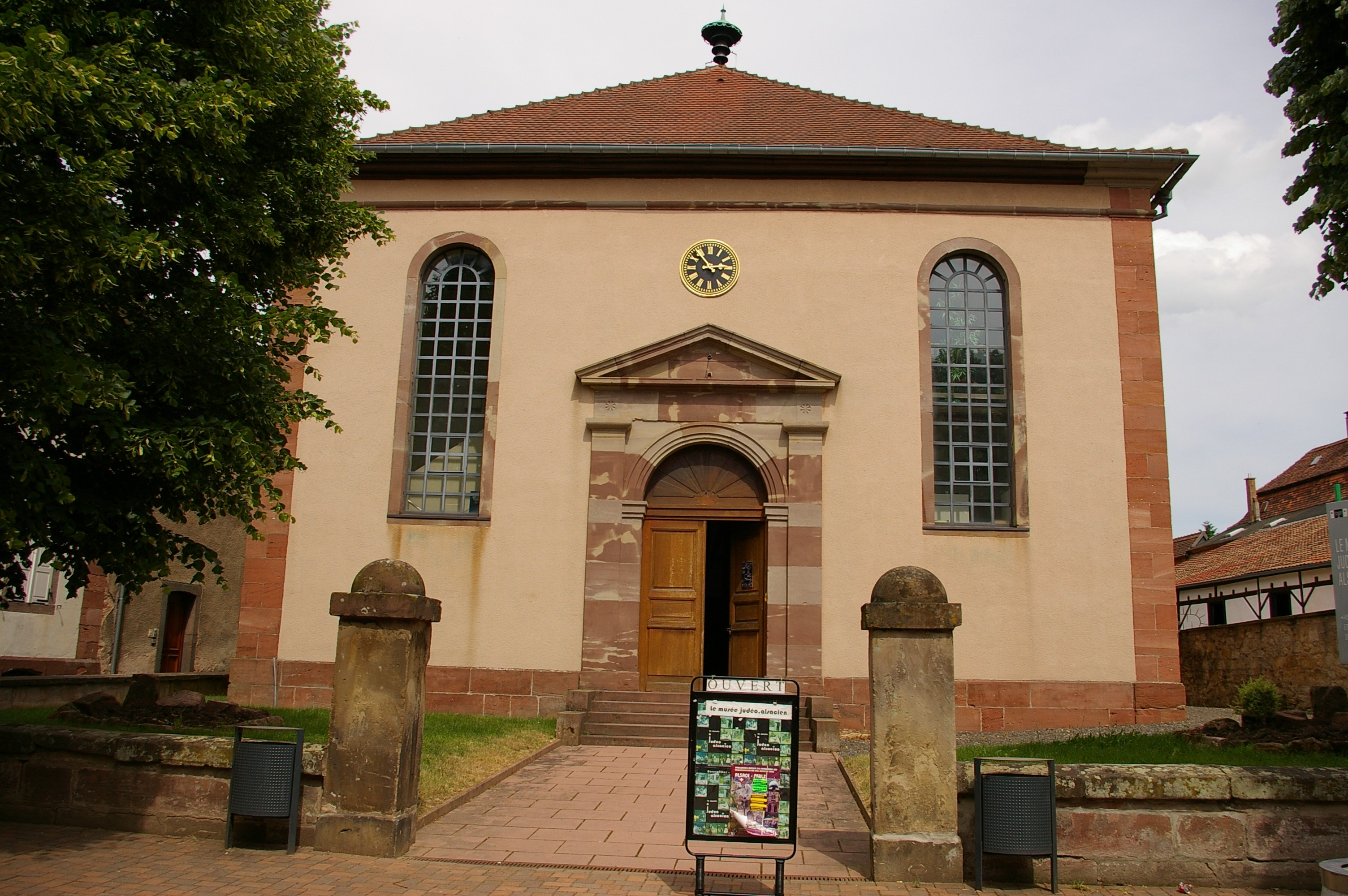
シナゴーグ

カトリックは少なくとも8世紀からこの地に存在していた。地主たちが724年にヴィサンブール修道院に寄進を行っているからである。しかしこの地元の信仰は1542年から1683年まで、ハーナウ＝リヒテンベルク伯が導入した宗教改革によるルーテル教会の布教で日陰の時代を送った。ルーテル教会となっていたサン＝レジェ教会がカトリックに戻されたのは、1683年、ルイ14世の遺言による。教区はストラスブール大司教座に含まれる。

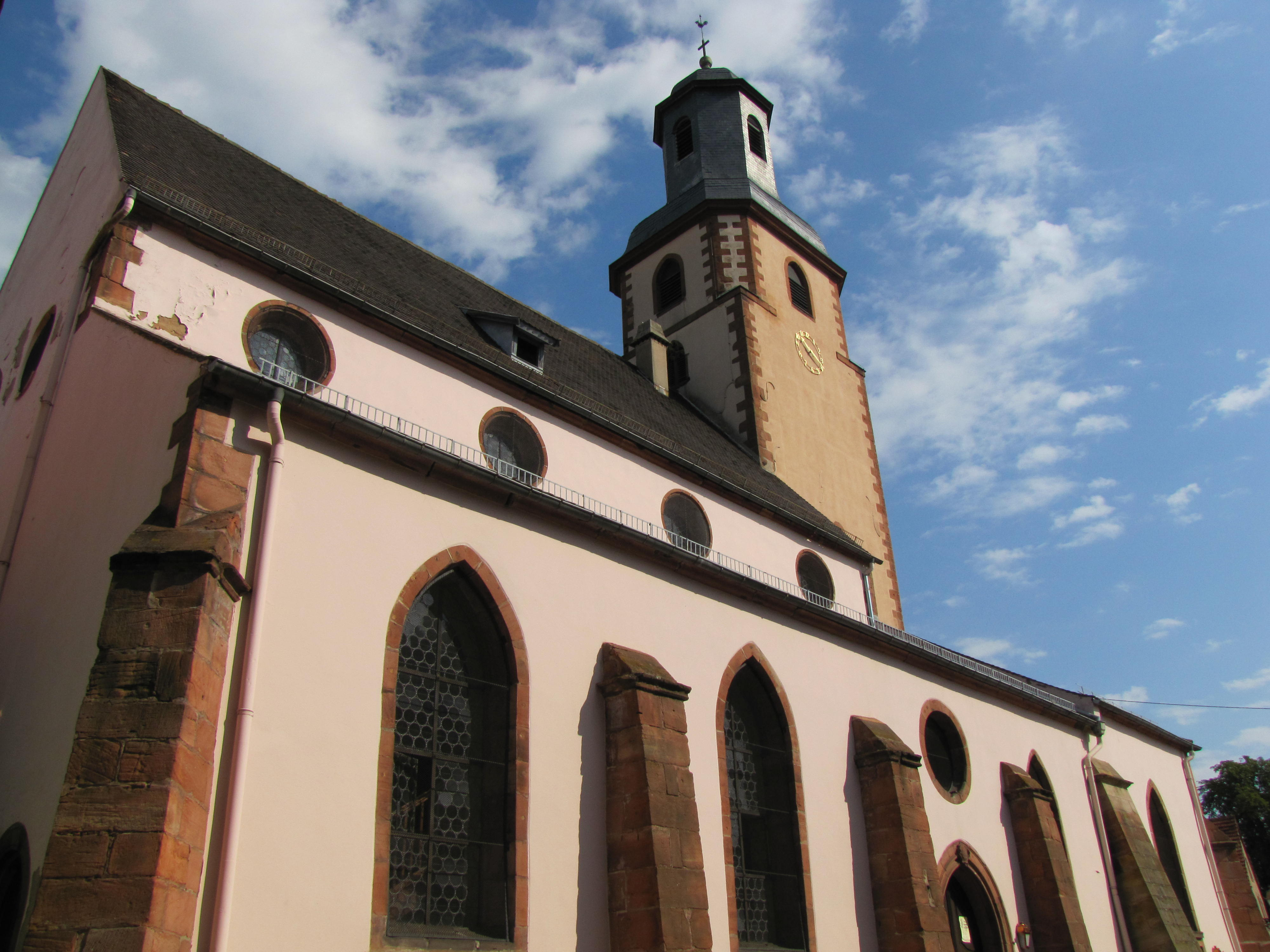
プロテスタントのサント＝マリー教会

ブクスヴィレールのルーテル教会は、教会会議の機能が置かれ、1802年の法律に従って宗教公施設法人となった。アルザス・ロレーヌにおけるアウクスブルク信仰告白を採用する教会である。
ブクスヴィレールの福音教会は、15の福音派プロテスタント教会が属するヴィジョン・フランスの一員である。
1306年、ブクスヴィレールにユダヤ人が居住していたことがわかっている。ペストの恐怖にさらされていた1349年、大勢のユダヤ人が、井戸に毒を入れたと濡れ衣を着せられ、キリスト教徒のアルザス人に殺害された。この時から、ストラスブールや他のアルザス都市ではユダヤ人を居住させないようになった。都市を追われたユダヤ人は村へ逃れた。ハーナウ伯たちは税金と引き換えにユダヤ人に土地を与えた。ただし税金は農業や工芸品にはかけられず、路上で行われる商取引、馬の売買、貸金業に向けられた。1514年、商店と古い療養所の角にユダヤの礼拝所が設けられた。この地区はブクスヴィレールを取り巻く城壁の南側にあった。ハーナウ伯爵は、ラビの在住を認め、イェシーバー、ユダヤの裁判所の設置を許可した。1725年、ブクスヴィレールでは31のユダヤ人世帯、3人の未亡人が住んでいたことが確認された。1842年に古典様式で建てられたシナゴーグは、2010年現在も目抜き通りに残っている。1940年、ナチス・ドイツのフランス侵攻後、100人以上のユダヤ人が自由地域（Zone libre）に逃げたり強制的に移動させられた。戦争終結後の1945年以降、ブクスヴィレールに戻ってきたのは40人ほどだった。1962年、シナゴーグにて最後の礼拝が行われた。その後建物は放置され崩壊の危機に直面していたが、1983年に状況が改善された。1998年、シナゴーグは、アルザスの宗教コミュニティーがたどった歴史を展示する博物館となった。

## 人口統計
1973年3月に周辺コミューンと合併しているため人口が増加しているが、20世紀最後の25年間は人口の減少傾向が続いた。首府ストラスブールから比較的距離があるため地元経済が弱いことが挙げられる。
| 1962年 | 1968年 | 1975年 | 1982年 | 1990年 | 1999年 | 2006年 | 2008年 |
| ------ | ------ | ------ | ------ | ------ | ------ | ------ | ------ |
| 2751   | 2804   | 3706   | 3655   | 3693   | 3687   | 4009   | 3932   |

参照元:1968年以降INSEE · 
2007年のまちの調査によると、人口の年齢別ピラミッドでは高齢者が比較的多い。60歳以上の住民が占める割合は22.5%である。

## 所得
2008年のブクスヴィレールの世帯平均所得は17,747ユーロで、ブクスヴィレールは国内コミューン内で13 745位であった。
失業率が高い。15歳から64歳までのブクスヴィレールの労働人口のうち11%が失業しており、これは県平均の9.8%より高い。

## 姉妹都市
- バーベンハウゼン、ドイツ